# Estádio Municipal Luiz Gonzaga Braga
Estádio Municipal Luiz Gonzaga Braga – stadion piłkarski, w Maracaju, Mato Grosso do Sul, Brazylia, na którym swoje mecze rozgrywa klub Maracajú Atlético Clube.